# Chlorocnemis
Chlorocnemis là một chi chuồn chuồn ngô thuộc họ Protoneuridae. Nó gồm các loài:
- Chlorocnemis abbotti
- Chlorocnemis marshalli
- Chlorocnemis montana
- Chlorocnemis nigripes
- Chlorocnemis pauli
- Chlorocnemis superba